# Шактан Тампуран
Рама Варма Кунхджі Піллай Тампуран або or Рама Варма IX (26 серпня 1751 — 26 вересня 1805), більше відомий як Шактан Тампуран (Шактан означає могутній) — правитель Кочійського царства.

## Життєпис
Мати Рама Варми померла, коли йому було лише 3 роки. Його виховувала рідна тітка.
Тампуран одружувався двічі: вперше — у 30 років і вдруге — у 52. Друга дружина Тампурана була талановитою музиканткою й танцівницею. Їй було лише 17, коли вона вийшла заміж за Тампурана. Той шлюб не приніс подружжю дітей, а за 4 роки Тампуран помер.
У віці 55 років Шактан Тампуран захворів і помер у вересні 1805 року.
За часів свого правління Шактан Тампуран значної уваги приділяв розвитку своєї столиці, звівши безліч будівель, що збереглись дотепер. Завдяки зусиллям царя Триссур нині вважається культурною столицею Керали.